# 米沙·米特罗法诺夫
米沙·米特罗法诺夫（Misha Mitrofanov，1997年6月12日—），美国男子花样滑冰运动员，2020年美国大奖赛双人滑铜牌得主、2022年四大洲花样滑冰锦标赛双人滑金牌得主、2024年美国大奖赛双人滑铜牌得主。